# دبورا مولیسون
دبورا مولیسون (انگلیسی: Deborah Mollison؛ زادهٔ ۲۹ مه ۱۹۵۸) یک آهنگ‌ساز اهل بریتانیا است.